# Carsten Juste
Carsten Juste (født 6. juli 1947) var 2003-2008 den ansvarshavende chefredaktør på Morgenavisen Jyllands-Posten.
Juste begyndte sin karriere i 1979 som elev på Jyllands-Posten hvor han 1. januar 2003 udnævntes til chefredaktør, da dagbladets tidligere chefredaktør, Jørgen Ejbøl, i stedet blev bestyrelsesformand for JP/Politikens Hus.